# Thuidium whippleanum
Thuidium whippleanum là một loài rêu trong họ Thuidiaceae. Loài này được (Sull.) A. Jaeger mô tả khoa học đầu tiên năm 1878.